# 利克維諾韋 (佐洛喬夫區)
50°13′58″N 35°58′2″E / 50.23278°N 35.96722°E
利特維諾韋（烏克蘭語：Литвинове）是位於烏克蘭東部的村莊，由哈爾科夫州博霍杜希夫區的佐洛奇夫市鎮負責管轄。該村處於烏達河畔，始建於1742年，面積0.53平方公里，海拔高度130米，2001年人口314。